# Jean Boudet
Jean Boudet, născut pe 9 februarie 1769 la Bordeaux, a fost un general de divizie francez. S-a sinucis pe 14 septembrie 1809, unele surse sugerând că a făcut acest lucru în urma reproșurilor virulente pe care i le-a făcut în public Napoleon I, privitoare la faptul că generalul și-a pierdut artileria în timpul bătăliei de la Wagram. Numele său este totuși înscris pe Arcul de Triumf din Paris.
1. ↑  Jean Boudet, Baza de date Léonore, accesat în 9 octombrie 2017